# Cassville (wieś)
Cassville – wieś w Stanach Zjednoczonych, w stanie Wisconsin, w hrabstwie Grant.